# Flugzeugbau Friedrichshafen
La Flugzeugbau Friedrichshafen (in tedesco: Gesellschaft mit beschränkter Haftung GmbH) era un'azienda aeronautica tedesca fondata nel 1912 a Friedrichshafen, città sul Lago di Costanza all'epoca nota per essere il luogo di fabbricazione dei dirigibili Zeppelin, nell'allora Impero tedesco. 

## Storia
Fondatore dell'azienda fu Theodor Kober (1865-1930), ingegnere aeronautico che aveva lavorato in precedenza per la società Zeppelin.
Durante la prima guerra mondiale, sotto la direzione tecnica del capo progettista Karl Gehlen, la Flugzeugbau Friedrichshafen si occupava principalmente della costruzione di idrovolanti destinati alla Kaiserliche Marine, la marina militare tedesco imperiale, e di bombardieri medi basati a terra per la Luftstreitkräfte, la componente aerea del Deutsches Heer (l'esercito imperiale tedesco).
Dopo l'Armistizio di Compiègne del 1918 che pose fine alla prima guerra mondiale la società rilevò il vecchio capannone della Zeppelin a Manzell e avviò la produzione dei suoi modelli negli stabilimenti di Weingarten e Warnemünde. Quando la società venne chiusa per fallimento nel 1923 gli impianti di produzione vennero rilevati dalla Dornier Flugzeugwerke.